# Jacobus van Lint
Jacobus Hendricus van Lint (surnommé Jack van Lint), né le 1er septembre 1932 à Bandung sur l'île de Java et mort le 28 septembre 2004 à Nuenen, est un mathématicien néerlandais spécialiste de théorie des nombres et d'analyse combinatoire.

## Biographie
Van Lint fréquente l'école de Batavia jusqu'en 1942, puis poursuit ses études secondaires à Jackson (Missouri), Chicago, Bundaberg en Australie, Arnheim et à Zwolle. Il s'inscrit en 1950 à l’université d'Utrecht, dont il sort diplômé en 1955 et passe sa thèse, consacrée aux « Opérateurs de Hecke et aux produits eulériens » en 1957 sous la direction de Frederik van der Blij. Dans l'intervalle, il fréquente les séminaires d'hiver 1956-1957 des universités allemandes de Göttingen et de Münster. De 1952 à 1956, il est maître-assistant à l'Institut de mathématiques d'Utrecht, travaille de 1957 à 1959 à la Société néerlandaise de la recherche avant d'occuper la chaire de mathématiques de l'université de technologie d'Eindhoven à partir de 1959. Van Lint est en année sabbatique aux Laboratoires Bell en 1966, 1971 et 1977. Il est professeur invité du Caltech en 1970-1971, 1982-1983, 1988-1989 et en 2000. Il est depuis 1985 conseiller scientifique des laboratoires Philips. Il exerce les fonctions de recteur de l'université de 1991 à 1996. En 1997, ses travaux sont couronnés par la médaille Euler et son établissement l'élève au rang de professeur émérite.
Van Lint s'est particulièrement illustré par ses contributions à la théorie du codage. 

## Distinctions
- Membre de l’Académie royale néerlandaise des arts et des sciences (1972)
- Conférencier invité du Congrès international des mathématiciens (ICM) (Partial geometries) en 1983
- Docteur honoris causa de l'université de Bergen, de l'université de Bucarest et de l'université de Gand
- Membre d'honneur de la Société néerlandaise de mathématiques
- Chevalier de l'ordre du Lion néerlandais (1993)

## Écrits
- Coding Theory (= Lecture Notes in Mathematics. vol. 201). Springer, Berlin, etc. 1971,  (ISBN 3-540-05476-6).
- (en coll. avec Peter Cameron) Graph theory, coding theory and block designs (= London Mathematical Society Lecture Note Series. Vol. 19). Cambridge University Press, Cambridge, etc. 1975,  (ISBN 0-521-20742-8) (paru en russe sous le titre Теория графов, теория кодирования и блок-схемы. Moscou, Наука 1980).
- (en coll. avec Peter Cameron) Graphs, Codes and Designs (= London Mathematical Society Lecture Note Series. vol. 43). Cambridge University Press, Cambridge, etc. 1980,  (ISBN 0-521-23141-8).
- (en coll. avec Gerard van der Geer) Introduction to Coding theory and Algebraic Geometry (= DMV-Seminar 12). Birkhäuser, Bâle, etc. 1988,  (ISBN 3-7643-2230-6).
- (en coll. avec Richard M. Wilson) A Course in Combinatorics. Cambridge University Press, Cambridge (1992),  (ISBN 0-521-42260-4).
- Introduction to coding theory (= Graduate Texts in Mathematics. Bd. 86). Springer, New York NY (1982),  (ISBN 0-387-11284-7) (3e édition revue et corr., 1999),  (ISBN 3-540-64133-5)).

## Sources
- (en) Page personnelle
- N. G. de Bruijn, « Hommage posthume à Jack van Lint », Nieuw Archief voor Wiskunde, 5e série, vol. 6, no 2,‎ juin 2005, p. 106-109 (lire en ligne [PDF] 210 kB)